# 無料送迎バス
無料送迎バス（むりょうそうげいバス）は、観光施設や商業施設、工場などが施設の最寄り交通機関と施設の間で利用客や従業員を送迎する目的で、乗客から運賃徴収を行わずに運行される送迎バスの総称。シャトルバスの一種である。

## 日本の事例

### 概要
駅、バス停留所、空港、港等から施設までの距離が、徒歩での到達では時間、労力を要する場合に運行されることが多い。また施設最寄りの交通機関が極端に少ない場合（郊外の結婚式場、宴会場、斎場、ホテル、工場、物流倉庫など）、交通の便がよい遠方の駅までの送迎バスが運行されることもある。
自動車教習所、フィットネスクラブ、病院などが定期的に地域を巡る送迎バスを出して来所の便宜を図る例や、ショッピングセンター、病院、宿泊施設、健康ランドなどが集客の一環として最寄り駅や近隣で乗降客数の多い駅まで送迎バスや送迎車を運行する例がある。宿泊施設によっては特急または新幹線停車駅まで運行する例や都市部まで運行する例（東京 - 軽井沢、東京 - 白樺湖、東京 - スパリゾートハワイアンズ他）、宿泊者の便宜を図りテーマパークやスキー場などの娯楽施設への送迎バスを運行する例も見られる。
競馬場や競輪場、競艇場、オートレース場といった公営競技の競技場で、来場者の利便性を向上させるため最寄り駅や近郊の主要都市との間で無料送迎バス（「ファンバス」と呼ぶケースもあり）を運行する例がある。原則として往復での運行だが、一部の競技場では往路のみの運行（片道運行）や往路のみ無料・復路は有料、としている事例もある。また、サテライト阪神など一部の遠隔地の競輪場外車券売場などでも運行するケースがある。
一部のスーパーマーケットでは、公共交通機関が通っていない地域で、高齢者など交通弱者向けに買い物バスとして運行している例もある。また、自治体が高齢者や障害者向けの福祉バスとしての性格を有する送迎バスの例もある。
1955年（昭和30年）9月5日に青森県八戸市にあった『シネコン専用劇場「中央劇場」』が市内鮫町 - 中央劇場間に無料送迎バスを運行した。同年9月4日付『デーリー東北』3面の「中央劇場」広告記事では「さあ出た!日本最初のサービス!どしどし御利用ください!」のキャッチコピーが掲載されており、同施設ではこれを日本初の無料送迎バスであると宣伝していた。

### 法的根拠と運行形態
日本における無料送迎バス（バス以外による無料送迎も含む）については、
- 輸送形態が（そもそも）道路運送法における許可又は登録を要しないもの
- バス事業者が道路運送法に基づく運送事業の許可を受けた上で、旅客（利用者）から運賃（相当額）を収受しないもの

に大分される。

#### 道路運送法の許可を要しないもの
道路運送法第2条第3項では、旅客自動車運送事業を「他人の需要に応じ、有償で、自動車を使用して旅客を運送する事業」と定義しており、そもそも有償運送ではない、すなわち運送サービスの提供に対する反対給付としての財物（運賃等）を収受しない場合は道路運送法の許可を要しないとされている。この「運送サービスの提供に対する反対給付」とはならない事例について、国土交通省は以下の例を示している。
- 運送に対する謝礼を支払うもの
- 運送にかかる実費（燃料費、有料道路料金、駐車場代、保険料、車両の賃借料）のみを負担するもの

国土交通省では、これらの金銭の授受が発生しても「有償運送」とは見なさない解釈が行われており、旅客自動車運送事業にあたらず道路運送法に伴う規制が生じないとしている。
また、宿泊施設や介護施設の利用者を対象とした、駅や空港、或いは観光地への送迎についても、「運送サービスの提供に対する反対給付」が生じなければ道路運送法に基づく許可は不要としている。「無料送迎バス」はこの範疇に含まれる輸送行為であると言え、仮に施設側が運行にかかる実費相当額のみを求めた場合でもこれが「運送サービスの提供に対する反対給付」とはならないため、広義の「無料送迎バス」と解釈することが出来る。
（道路運送法の許可を要しない）無料送迎バスに用いられる車種は多種多様であるが、施設自らが運行を行う場合はマイクロバスが用いられることが多い。小規模な旅館などの場合、ミニバンやワンボックスカーなどの普通乗用車を「送迎バス」と称して利用することもある。旅客自動車運送事業ではないため、使用される自動車は自家用自動車（自家用バス、白ナンバー）となっており、運転者の運転免許証も第一種運転免許で運行可能となっている。
なお、この「道路運送法の許可を要しない輸送」の態様については、これまで国土交通省から複数の通知が出されていたが、2024年3月1日に国土交通省物流・自動車局が「道路運送法の許可又は登録を要しない運送に関するガイドライン」を作成して取扱いを一本化している。

#### 道路運送法の許可に基づくもの
これらは、旅客自動車運送事業により運行されるものの、乗客が本来支払うべき「運送サービスの提供に対する反対給付」（運賃等）を需要家（運送を希望する施設等）が肩代わりすることにより、乗客が無料で利用できるようにとなっているものである。
特定バス・貸切バス

運行を要する主体（商業施設等）がバス事業者と輸送契約を結び、特定バス（特定旅客自動車運送事業）あるいは貸切バスとして、専用の無料送迎バスを運行する事例も多くみられる。この場合は旅客自動車運送事業となるため、使用する車両は事業用自動車（緑ナンバー）となり、運行には国土交通省（地方運輸局）の許可が必要になるとともに、運転にも第二種運転免許が必要となる。
乗合バスによる無料送迎
一般の乗合バス（路線バス）では、特定施設の最寄りバス停で乗降する場合に限り運賃を収受しないという方法で、無料送迎バスとしての機能を果たす事例もある。
都営バス 品93系統（目黒駅 - 品川駅 - 大井競馬場）では、通常は運賃先払い方式であるが、大井競馬場での競馬開催日および場外発売日の特定時間に、大井競馬場バス停から乗車する場合に限り先払いの運賃を支払わずに乗車できる。先払い方式につき往路では無料にはならない。
他にも2010年（平成22年）9月まで、大阪府堺市内 - 堺浜シーサイドステージを運行する南海バスの路線バスが、平日朝を除き堺浜シーサイドステージバス停で乗降する場合に往復とも運賃が無料となっていた。同年10月以降は施設利用者に復路のバス利用券を配布するという方式に変更された。
バス利用券を配布する形態は京都京阪バスも行っており、京都府城陽市のスーパー銭湯「一休」利用者が、新田辺駅と宇治田原町を結ぶ62系統（派生系統含む）の「一休温泉前」停留所を乗降する場合を対象としている。利用券は「一休」のウェブサイトから印刷して持参する。
その他の乗合バスによる無料送迎の事例として以下のようなものがある。
- 大久保駅と京都岡本記念病院を結ぶ直通20系統（京都京阪バス）は車内と病院に備え置きの直通専用バス利用券を使用する。
- 大阪府富田林市のPL病院では、病院玄関前に発着する富田林駅からの近鉄バス、金剛駅からの南海バス（金剛東団地経由）の一般路線で運賃無料とする取り扱いを行っている。玄関前で降車する際に運賃を徴収せず、病院玄関前から乗車する場合は無料乗車証をもらい、降車時に乗車証をバスの回収箱に入れる。
- 兵庫県尼崎市の尼崎ドライブスクールでは、近隣で路線バスを運行する阪神バスと提携し、一部の無料送迎バスを同社の路線バスで置き換えている（教習生には同校負担で阪神バスのフリー乗車券を発行、単発での来校時には乗車証明書で返金）。

#### ギャラリー

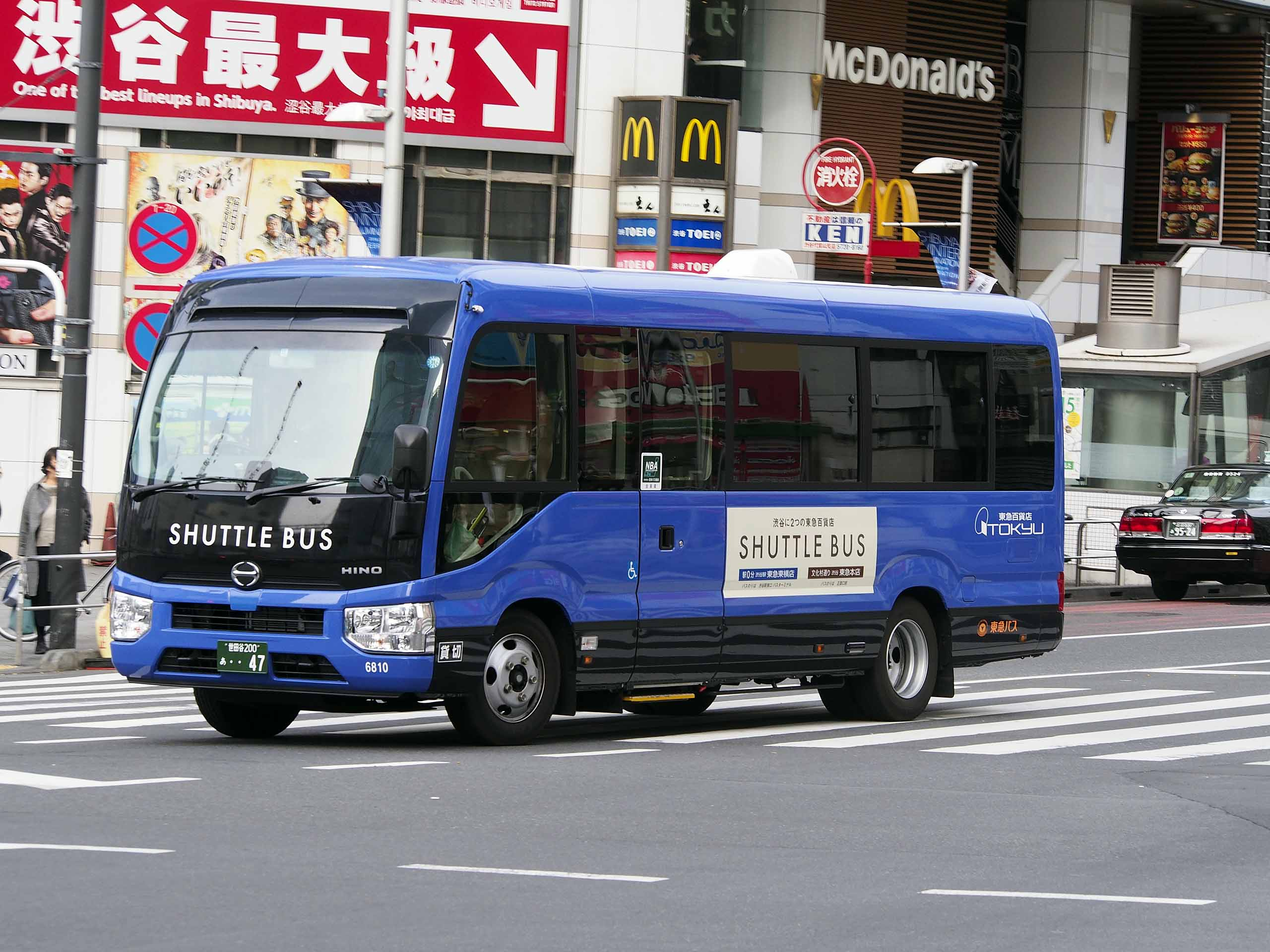
貸切バスによる無料送迎バスの例 東急百貨店「シティシャトル」 東急バス淡島営業所
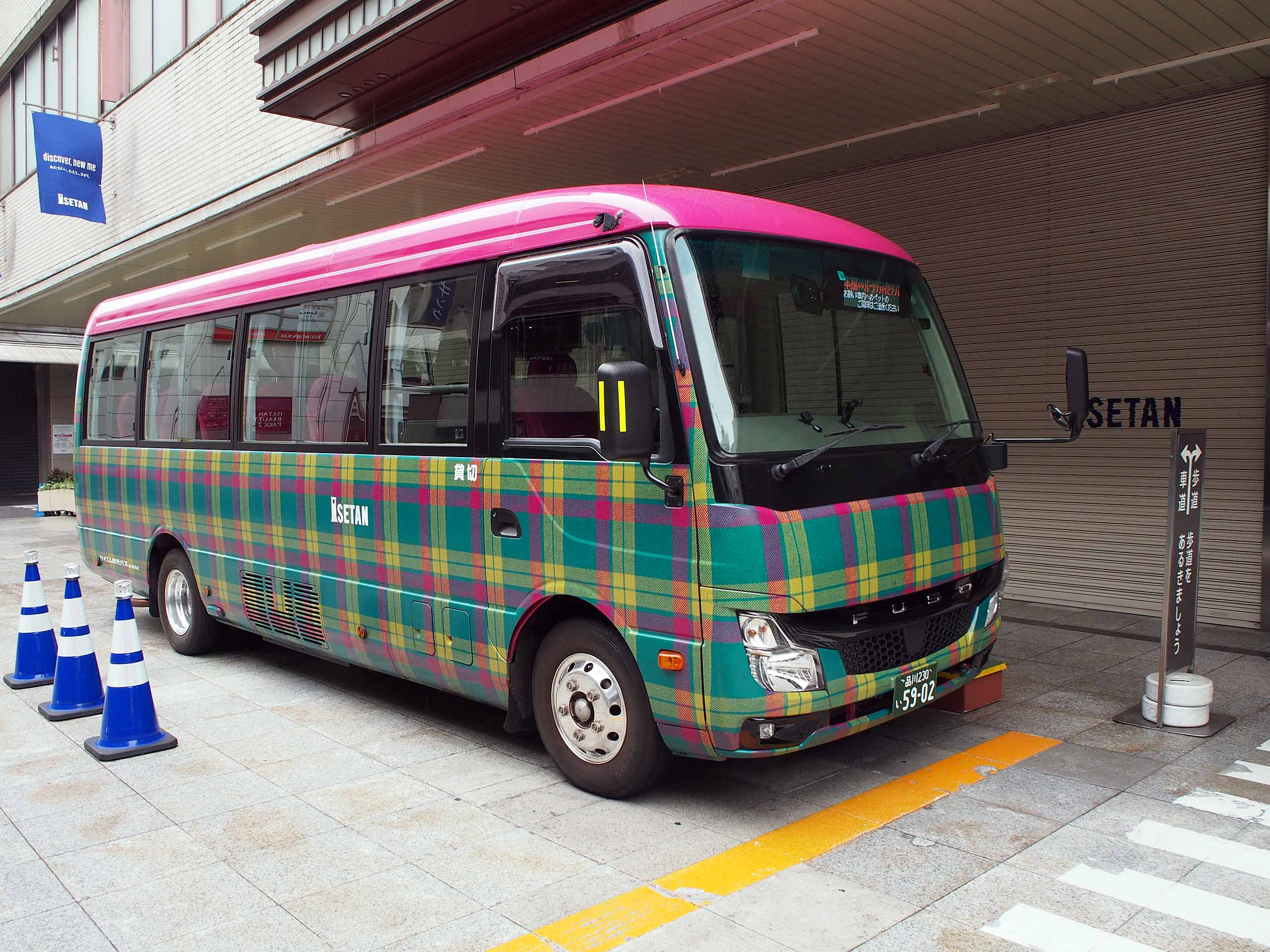
貸切バスによる無料送迎バスの例 伊勢丹シャトルコーチ ケイエム観光バス
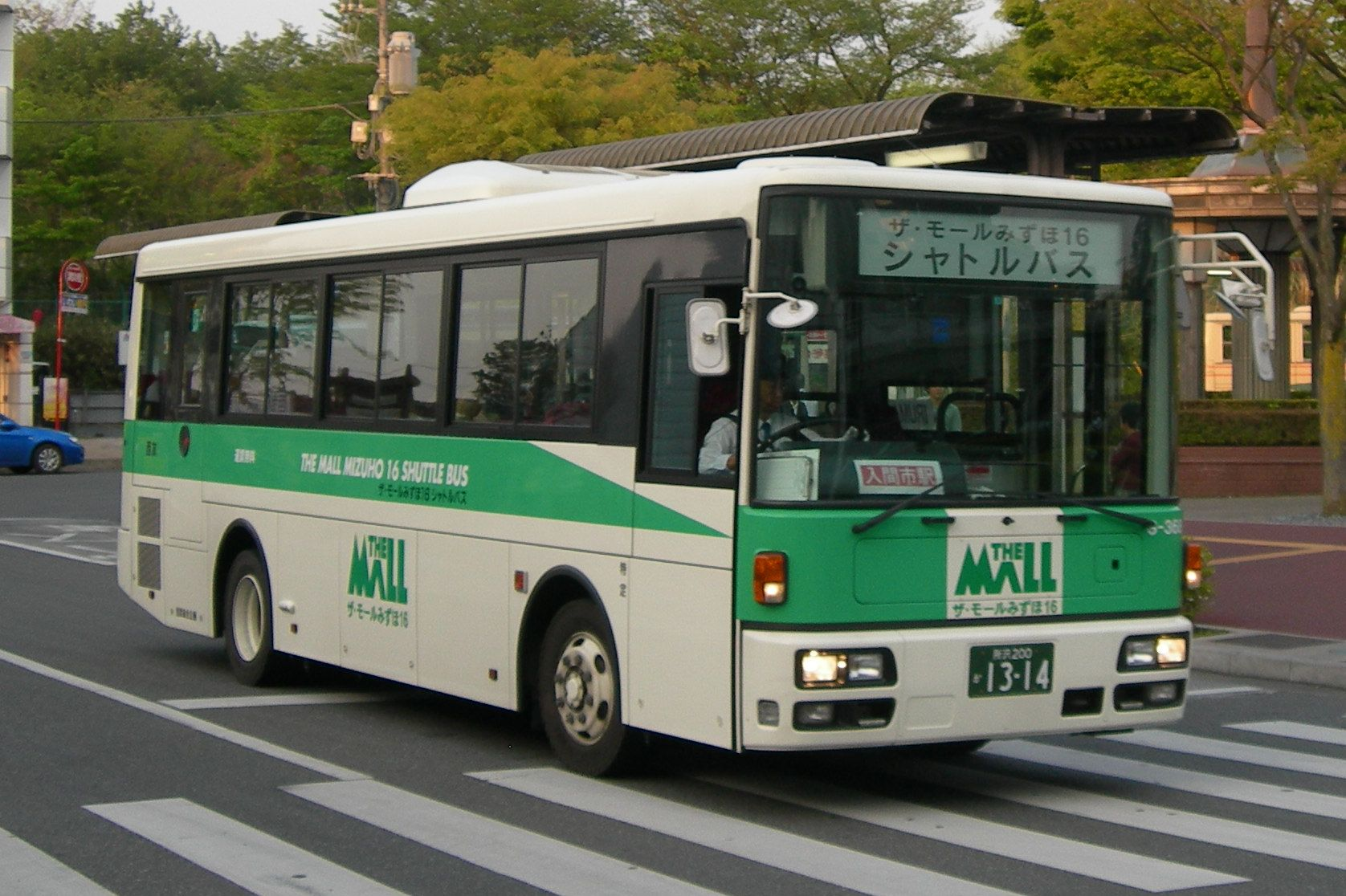
特定バスによる無料送迎バスの例 ザ・モールみずほ16シャトルバス 西武総合企画
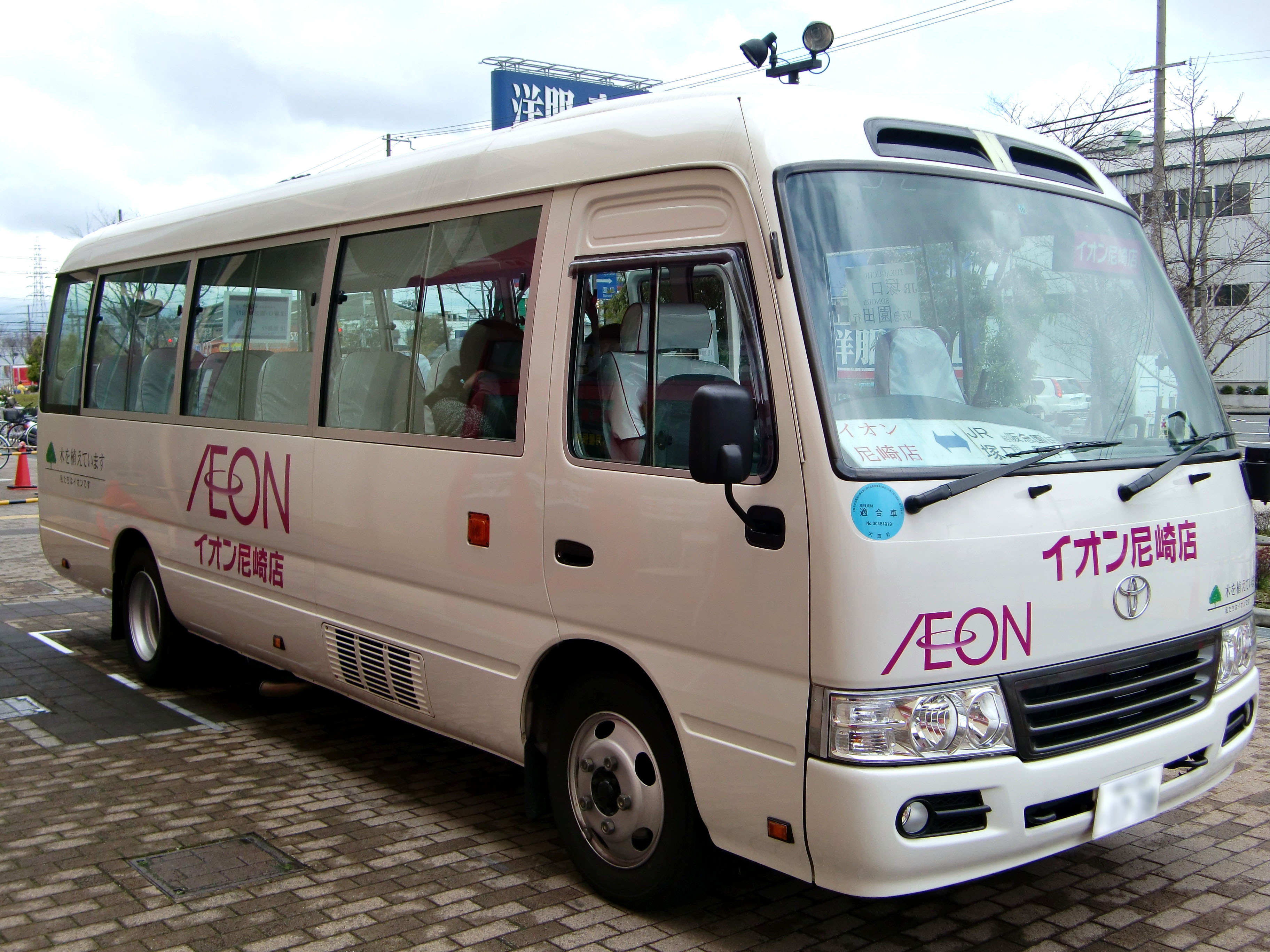
自家用バスによる無料送迎バスの例 イオン尼崎店無料送迎バス

## シンガポールの事例
シンガポールでは恒例の年中行事となっているショッピングフェスティバル「シンガポール大セール」が開催される際、自動車による無料送迎サービスが実施されている。